# Portal (Arizona)
Pour les articles homonymes, voir Portal.
Portal est une communauté non incorporée située dans le Comté de Cochise en Arizona, à l'est des montagnes Chiricahua.
On y trouve en particulier un centre de recherche du Musée américain d'histoire naturelle.